# هنري وولمان بلوخ
هنري وولمان بلوخ (بالإنجليزية: Henry Wollman Bloch)‏ (30 يوليو 1922 - 23 أبريل 2019) هو رجل أعمال من الولايات المتحدة الأمريكية ولد في كانزاس سيتي، ميزوري.

## التعليم
تعلم في كلية هارفرد للأعمال، وجامعة هارفارد، وجامعة ميشيغان.